# Mäntyharjun Suursuo
Mäntyharjun Suursuo este o arie protejată (arie specială de conservare — SAC, sit de importanță comunitară — SCI) din Finlanda întinsă pe o suprafață de 61 ha, integral pe uscat.

## Localizare
Centrul sitului Mäntyharjun Suursuo este situat la coordonatele 61°22′32″N 27°06′31″E / 61.3756°N 27.1086°E.

## Înființare
Situl Mäntyharjun Suursuo a fost declarat sit de importanță comunitară în august 1998 pentru a proteja un număr necunoscut de specii din flora spontană și fauna sălbatică aflate în arealul zonei. Situl a fost protejat și ca arie specială de conservare în aprilie 2015.

## Biodiversitate
Situată în ecoregiunea boreală, aria protejată conține 2 habitate naturale: Turbării active, Mlaștini împădurite.
La baza desemnării sitului se află un număr nedeclarat de specii protejate.
Pe lângă speciile protejate, pe teritoriul sitului au mai fost identificate 1 specie de păsări.